# Paul Fabricius

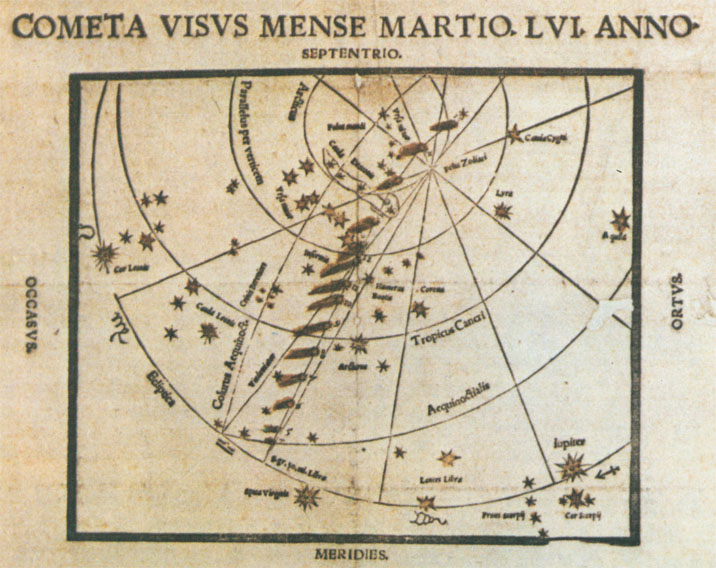
Desenho do cometa por Fabricius

Paul Fabricius (Lauban, † de 1529 — Viena, 20 de abril de 1589) foi um matemático, astrônomo, botânico, geógrafo e poeta latino.

## Vida
Ele foi aluno de Johannes Schöner. Em Viena, tornou-se professor universitário e médico pessoal imperial.
Como astrônomo imperial, ele observou o Grande Cometa de 1556 que apareceu em março e passou pelas constelações de Virgem, Bootes, em direção aos polos em direção a Cepheus e Cassiopeia, onde o observou pela última vez na segunda quinzena de abril.
Em 22 de agosto de 1574, junto com o médico Johann Aichholz, o botânico Carolus Clusius e o proprietário de terras Reichard Streun von Schwarzenau, ele escalou o Ötscher pela primeira vez para determinar a localização geográfica. Em 1574, seu parente Martin Behm veio a Viena a seu conselho.
Ele também publicou um calendário. Após a morte de seu colega Bartolomeu Reisacher († 1574/75), cujos calendários sempre foram publicados paralelamente ao seu, Fabrício tornou-se a figura central do sistema de calendário vienense. Em 1578, ele tomou o lugar de Reisacher na Comissão do Calendário de Viena. Após a introdução do calendário gregoriano em 1583, ele foi contratado pelo imperador Rodolfo II para elaborar instruções sobre seu uso.
Em vista da ameaça do exército turco, ele também projetou mapas da Áustria (perdida) e da Morávia para Johann Crato von Krafftheim por volta de 1570, que mais tarde foi publicado no atlas de Ortelius.